# Camaleones
Camaleones, est une telenovela mexicaine diffusée entre juillet 2009 et janvier 2010 par Televisa.

## Distribution
- Edith González : Francisca Campos
- Belinda : Valentina Izaguirre
- Alfonso Herrera : Sebastián Jaramillo
- Guillermo García Cantú : Augusto Ponce de León
- Sherlyn : Solange Ponce de León Campos, dite Sol
- Irvin Salinas (en) : Ulises Morán
- Manuel « Flaco » Ibáñez : Leónidas, dit Leo
- Horacio García Montaño : Le maître
- Grettell Valdez : Silvana Saenz Arroyo
- Roberto Blandón : Javier Saavedra
- Ana Bertha Espín : Guadalupe de Morán, dite Lupita
- José Elías Moreno : Armando Jaramillo
- Luis Manuel Ávila : Eusebio Portillo
- Karla Álvarez : Ágata Menéndez
- José Luis Reséndez : Pedro Recalde, Pedro Cantú
- Mariana Ávila : Carmen Castillo
- Servando Manzetti : Andres Moran
- Marisol Santacruz : Magdalena Orozco
- Roberto Ballesteros : Ricardo Calderón
- Flor Rubio : Irene Alatriste
- Ferdinando Valencia : Patricio Calderón
- Alberich Bormann : Federico Díaz Ballesteros
- Carla Cardona : Mercedes Márquez
- Erik Díaz : Lucio Barragán
- Juan Carlos Flores : Bruno Pintos Castro
- Lucía Zerecero : Rocío Santoscoy
- Mariluz Bermúdez : Lorena González
- Michelle Renault : Betina Montenegro
- Paul Stanley : Rolando Rincón
- Taide : Cristina Hernández Campos
- Lilibeth : Sabrina
- Ricardo de Pascual : Gerardo Zúñiga
- Erick Guecha : Conrado Tapia
- Anaís : Evangelina de Márquez
- Eduardo Cáceres : José Ignacio Márquez
- Lucero Lander : Florencia de Santoscoy
- Arsenio Campos : Señor Santoscoy
- Eduardo Liñán : Víttorio Barragán
- Esteban Franco : Señor Pintos
- Reneé Varsi : Norma de Pintos
- Amairani : Señora de Rincón
- Mónica Dossetti : Señora de Díaz
- Queta Lavat : Graciela
- Rafael del Villar : Damián Montenegro
- Yessica Salazar : Catalina de Saavedra
- Jesus More : Enrique García Rivero
- Jonathan Becerra : Jonathan
- Alejandro Correa : Edgar Márquez
- Evelyn Zavala : Lucila Marquez
- Anhuar Escalante : Benito
- Jorge Alberto Bolaños : Vicente
- Ginny Hoffman : Gabriela
- Lilí Brillanti : Susana
- Ricardo Vera : Efraín Castillo
- Rosángela Balbó : Marcela de Castillo
- Theo Tapia : Ramón Velásquez Buendía
- Roberto Marín : Roberto Morán (adolescent)
- Salvador Ibarra : Roberto Moran (adulte)
- Ramon Valdes : Perico
- Ernesto Faxas : Pablo
- Martha Ortiz : Manuela
- Claudia Silva : Secrétaire d'Augusto
- Gabriel Roustand : Police
- Daniel Continente : Police

### Sources
- (es) Cet article est partiellement ou en totalité issu de l’article de Wikipédia en espagnol intitulé « Camaleones (telenovela) » (voir la liste des auteurs).